# Текистлатекские языки
Текистлатекские языки (оахакско-чонтальские) — семья индейских языков Мезоамерики в Мексике. Включает 3 языка:
- уамелультекский язык (нижне-чонтальский, нижний чонталь; (Huamelultec, Lowland Oaxaca Chontal) — около 1100 носителей (2005 г.);
- текистлатекский язык (Tequistlatec) — вероятно, исчезнувший;
- верхне-чонтальский язык (верхний чонталь, горный оахака-чонтал; Highland Oaxaca Chontal).

На языках чонтал говорят народности чонтал в мексиканском штате Оахака. Их не следует путать с народом чонтал-майя, проживающим в Табаско. Верхне- и нижне-чонтальские языки не являются взаимопонятными языками. Вместе на них говорят около 4000 человек.
Текистлатекские языки иногда включают в спорную хоканскую макросемью, однако большинство лингвистов считает данные языки изолированной семьёй. Л. Кэмпбелл и Д. Олтрогге (Campbell and Oltrogge, 1980) считают, что текистлатекские языки могут быть родственны языкам хикаке, однако данная гипотеза не доказана.